# L'Arlesiana
Versions successives
- 1897, première version en 4 actes.
- 1898, deuxième version : réduction à 3 actes.
- 1912, troisième version.
- 1937, ajout d'un prélude avant le premier acte.
- 1938, ajout d'un intermezzo avant le troisième acte.

Personnages
- Federico, follement amoureux de l'Arlésienne (ténor)
- Vivetta, amoureuse de Federico (soprano)
- Rosa Mamai, mère de Federico (mezzo-soprano)
- L'Innocente, jeune frère de Federico (mezzo-soprano)
- Marco, oncle de Federico (basse)
- Baldassare, un vieux berger (baryton)
- Matifio, un bouvier (baryton)

Airs
- Aria « Come due tizzi accesi » Baldassare (Acte 1)
- Lamento di Federico « È la solita storia del pastore » (Acte 2)
- Aria « Esser madre è un inferno » Rosa Mamai (Acte 3)

L'Arlesiana est un opéra en trois actes de Francesco Cilea, sur un livret italien de Leopoldo Marenco, basé sur la pièce L'Arlésienne (1872) d'Alphonse Daudet, elle-même tirée d'une nouvelle éponyme des Lettres de mon moulin, du même auteur.
L'opéra, à l'origine écrit en quatre actes, fut créé le 27 novembre 1897 au Théâtre lyrique de Milan. L'auteur propose une deuxième version l'année suivante, avec une réduction à trois actes. Une troisième version, considérablement modifiée, est jouée en 1912. Un prélude (1937), ainsi qu'un intermezzo avant le troisième acte (1938) complètent ces modifications pour former la version finale.

## Distribution de la création
| Rôles                                        | Voix          | Création, 27 novembre 1897 Chef d'orchestre : Giovanni Zuccani |
| -------------------------------------------- | ------------- | -------------------------------------------------------------- |
| Federico, follement amoureux de l'Arlésienne | Ténor         | Enrico Caruso                                                  |
| Vivetta, amoureuse de Federico               | Soprano       | Matilde Ricci-De Paz                                           |
| Rosa Mamai, mère de Federico                 | Mezzo-soprano | Minnie Tracey                                                  |
| L'Innocente, jeune frère de Federico         | Mezzo-soprano | Clotilde Orlando                                               |
| Marco, oncle de Federico                     | Basse         | Giuseppe Frigiotti                                             |
| Baldassare, un vieux berger                  | Baryton       | Lelio Casini                                                   |
| Metifio, un bouvier                          | Baryton       | Mario Aristidi                                                 |

## Argument[3]

### Acte I
Un vieux berger, Baldassarre, raconte une histoire à L'Innocente, le jeune fils de Rosa Mamai. L'histoire parle d'une petite chèvre qui affronte un loup affamé toute la nuit (« Come due tizzi accesi »). À l'aube la chèvre s'effondre et meurt (il s'agit en fait de la conclusion de La Chèvre de monsieur Seguin, une autre nouvelle des Lettres de mon moulin de Daudet). L'Innocente est nommé ainsi car il est légèrement retardé, et la superstition locale veut que l'enfant apporte la bonne fortune dans la maison. Cependant L'Innocente est négligé par toute la famille, sauf Baldassarre.
Rosa Mamai s'inquiète plutôt pour son fils aîné Federico, qui est follement amoureux d'une femme d'Arles (« l'Arlésienne », qui n'apparaît jamais dans l'opéra, et n'est jamais mentionnée par un autre nom). Elle demande donc à son frère, Marco, de recueillir des informations sur cette femme inconnue, que Federico veut épouser.
Vivetta arrive à la ferme. Elle est amoureuse depuis toujours de Federico et elle est blessée d'apprendre l'obsession  de Federico pour l'Arlésienne. Rosa et Vivetta discutent entre elles quand elle voit L'Innocente debout sur le rebord de la fenêtre de la grange. Baldassarre tire l'enfant en arrière, mais Rosa frémit, à l'idée que quelqu'un puisse tomber de cette hauteur.
Federico arrive, suivi peu après par son oncle Marco, qui revient avec des nouvelles positives sur l'Arlésienne. Sur les conseils de Marco, Rosa n'a pas d'autre choix que de consentir aux préparatifs du mariage.
Tandis que Baldassarre est à la basse-cour, il est approché par Metifio, qui demande à parler à Rosa. Metifio révèle à Rosa qu'il a été l'amant de l'Arlésienne. Les parents de la jeune fille étaient au courant de leur relation, mais ont brutalement décidé de le rejeter lorsque la perspective d'un mariage plus avantageux avec Federico est apparue. Il montre à Rosa et Baldassarre deux lettres pour prouver ses affirmations. Lorsque Metifio s'en va, Federico arrive. Sa mère lui montre les lettres et lui demande de les lire. Federico se sent dévasté par la trahison de la femme qu'il aime.

### Acte II
Rosa et Vivetta parcourent la campagne à la recherche de Federico. Il a disparu de la maison depuis la veille. Rosa essaye de convaincre la sage Vivetta de se comporter de façon plus séduisante envers Federico pour le distraire de la pensée de l'Arlésienne, mais la jeune fille est choquée à cette idée et s'enfuit.
Baldassarre et L'Innocente entrent en scène, et L'Innocente découvre Federico, caché dans la bergerie pour échapper aux deux femmes. Baldassarre exhorte Federico d'oublier son chagrin en allant travailler avec lui dans les pâturages des collines (« Vieni con me sui monti »). Une fois que Baldassare est parti pour faire paître le troupeau, Federico sort les lettres de l'Arlésienne et les contemple avec amertume. L'Innocente somnole à côté de lui, tout en répétant dans son sommeil une ligne de l'histoire du vieux berger au sujet de la chèvre, ce qui amène à la complainte (lamento) de Federico (« È la solita storia del pastore »).
Vivetta apparaît et essaye maladroitement de suivre les conseils de Rosa pour séduire Federico. Elle lui dit qu'elle l'aime, mais Federico ne peut l'accepter et la rejette. Vivetta sanglotte et amène Rosa sur les lieux. Devant la tristesse de son fils, Rosa préfère donner son consentement pour le mariage de Federico avec l'Arlésienne. Federico est touché par le sacrifice de sa mère mais il refuse, jurant qu'il ne donnera son nom qu'à une femme digne de lui. Il rappelle à Vivetta et lui demande de l'aider à oublier la femme qu'il aime.

### Acte III
L'acte s'ouvre sur les préparatifs du mariage de Federico et Vivetta. Federico affirme, dans un duo d'amour, qu'il ne pense maintenant plus qu'à Vivetta. Metifio arrive et tombe sur Baldassarre. Il exige qu'il lui rende ses lettres, et Baldassarre répond qu'il a remis les lettres au père de Metifio le matin même. Metifio ne les avait pas encore reçues car il venait de passer deux nuits à Arles. Metifio révèle à Baldassare qu'il prévoit d'enlever l'Arlésienne. Federico, errant à proximité avec Vivetta, a entendu la conversation et est envahi d'une vieille jalousie. Vivetta le supplie de rester avec elle et de s'en aller.
Baldassarre conseille à Metifio de ne pas ruiner sa vie pour une femme indigne. Federico est en colère et tente d'agresser Metifio avec un marteau de forgeron, mais ils sont séparés par Baldassarre et Rosa. Quand les choses se calment à nouveau, Rosa reste seule et se lamente des difficultés d'être mère (« Esser madre è un inferno »). L'Innocente se réveille et vient pour rassurer sa mère, en lui disant qu'elle peut aller se coucher et qu'il veillera sur son frère. Il annonce qu'«il n'y a plus d'idiots dans la maison » (« Scemi in casa non ce n'è più »), et il semble en fait que l'enfant se soit d'un seul coup éveillé mentalement. Rosa l'embrasse et le caresse comme jamais auparavant, mais lorsqu'elle le renvoie au lit, elle est prise de la crainte que ce changement prodigieux n'apporte le malheur sur la maison.
Federico divague, à moitié délirant, en répétant les dernières lignes de l'histoire du berger, sur la chèvre qui se bat avec le loup toute la nuit et tombe morte à l'aube. Il est obsédé par des visions de l'Arlésienne emportée sur le cheval de Metifio. Rosa arrive en courant, alors que Federico se dirige vers la grange. Il croit y entendre les cris de l'Arlésienne. Alors que sa mère tente désespérément de l'arrêter, il monte au grenier de la grange et se jette par la fenêtre.

## Principales représentations[2]
- 27 novembre 1897 : Création (version en quatre actes) au Teatro Lirico de Milan.
- 22 octobre 1898 : reprise (deuxième version, en trois actes) au Teatro Lirico de Milan.
- 28 mars 1912 : première représentation (troisième version, en trois actes) au Teatro San Carlo à Naples.
- 20 février 1937 : première représentation (ajout d'un prélude) au Teatro dell'Opera de Rome.
- 11 décembre 1938 : reprise (ajout d'un intermezzo avant le troisième acte) au Teatro dell'Opera de Rome.
- 15 mai 1940 : première représentation au Teatro della Moda à Turin.
- 3 février 1941 : reprise au Teatro dell'Opera de Rome.
- 16 novembre 1942 : première représentation au Teatro Comunale de Bologne.
- 10 décembre 1942 : première représentation au Teatro Regio de Parme.
- 14 octobre 1944 : première représentation au Teatro Donizetti de Bergame.
- 15 mai 1951 : première représentation au Teatro Alfieri à Turin.
- 12 janvier 1962 : première représentation au Metropolitan Opera House de Philadelphie.